# Пасс (трансгендерность)
Пасс (от англ. pass — «пропуск») — способность трансгендерного человека восприниматься в желаемом гендере. Транс-женщина, если окружающие воспринимают её как цис-женщину, совершает «пасс» или обладает «хорошим пассом»; аналогичное верно и для транс-мужчины, которого окружающие воспринимают как цис-мужчину. Для многих трансгендерных людей важно быть воспринимаемыми в желаемом ими образе.
Термин «пасс» может использоваться в другом смысле — как способность человека «притворяться» тем, кем он не является, выдавая себя за человека привилегированный группы.

## Споры о корректности понятия
Термин «пасс» не всеми считается корректным.
Джулия Серано, транссексуальная женщина, отмечает, что слово «пасс» (и, в английском языке, глагол pass) используется только по отношению к трансгендерным людям. По её мнению, такая словесная практика закрепляет идею о том, что трансгендерные люди являются единственными активными участниками процесса «пасса», хотя «пасс» был бы невозможен без цисгендерных людей, которые приписывают окружающим пол и гендер. А Сэнди Стоун в работе The Empire Strikes Back: Posttransexual Manifesto настаивает на том, что транссексуальные люди должны «брать полную ответственность» и «вписывать себя в дискурс». Сэнди Стоун возражает не против формулировки, а против самого существования необходимости «выдавать себя» за цисгендерного человека.
В защиту понятия пасса выступает Катрина Роен (Katrina Roen). Она указывает, что обвинение транссексуалов, которые желают восприниматься как цисгендеры, похоже на приписывание транссексуалам ложного сознания.

## Привилегии, ассоциируемые с пассом
Для трансгендерных людей вопрос о том, воспринимаются ли они как цис-, может быть вопросом жизни и смерти. Трансгендерные люди, чью трансгендерность окружающие осознают, могут пострадать от трансфобии. Некоторые транс-мужчины и транс-женщины, желая ассимилироваться, уходят в т. н. «стелс» — например, переезжают в другой город и не говорят новым знакомым о своей трансгендерности. Отсутствие пасса может негативно влиять на самооценку трансгендерного человека и провоцировать дисфорию. Людей, которых воспринимают как трансгендерных или в соответствии с их приписанным полом, могут мисгендерить, что повышает их уровень стресса.
С другой стороны, те, кто обладают «хорошим пассом», могут вызвать на себя агрессию окружающих как «более искусные лжецы». Известен случай транс-женщины Гвен Араухо, убитой своими любовниками. В суде по этому делу прокурор Крис Ламьеро (Chris Lamiero) сказал:
...возмездием за грех обмана, совершённый Эдди Араухо, была смерть.

Оригинальный текст (англ.)...the wages of Eddie Araujo’s sin of deception were death.”

## Приспособления и техники, используемые для пасса
Стоит отметить, что не каждый трансгендерный человек использует все из нижеперечисленных способов выглядеть как цисгендерный мужчина или как цисгендерная женщина. Некоторым достаточного одной или нескольких техник, чтобы восприниматься в соответствии с желаемым гендером.

### «Мужской» пасс
Транс-мужчины или трансмаскулинные люди, желающие восприниматься как цис-мужчины, уделяют внимание наличию мужских вторичных половых признаков, отсутствию женских и более маскулинному самовыражению.
Тренировка голоса и использование пакера (силиконовой имитации члена) помогают продемонстрировать мужские вторичные половые признаки; а с помощью утягивания молочных желёз и оверсайз-одежды скрывается грудь или «женская» форма бедёр. Более маскулинное самовыражение включает в себя особые позы (такие как мэнспрединг) и уверенную манеру речи. Часто транс-мужчины носят короткую стрижку и покупают одежду в мужских отделах.
Считается, что транс-мужчинам, принимающим тестостерон, легче быть воспринятыми как цисгендерные люди, в отличие от транс-женщин.

#### Утягивание молочных желёз
Для утягивания груди существуют специальные приспособления — утяжки или, как их ещё называют, биндеры. Это приспособление может привести к нежелательным последствиям: от долгого ношения кожа теряет эластичность, мышцы, неприспособленные к чрезмерной фиксации или давлению, начинают болеть, а бельё из некачественных, недышащих материалов иногда провоцирует развитие бактериальных инфекций. Наличие «побочных эффектов» может быть связано с несоблюдением правил ношения (например, в утяжках нельзя спать).
Некоторые транс-мужчины вместо утягивающего белья используют бинты или скотч. Такая практика утягивания небезопасна.

### «Женский» пасс
Транс-женщины или трансфеминные люди, желающие восприниматься как цис-женщины, уделяют внимание наличию женских вторичных половых признаков, отсутствию мужских и более феминному самовыражению.
Протезы молочной железы помогают продемонстрировать женские вторичные половые признаки; а с помощью бритья, тренировок голоса и утягивания гениталий скрываются мужские половые признаки. Более феминное самовыражение включает в себя использование макияжа, избегание зрительного контакта и демонстрирование доброжелательности. Часто транс-женщины носят длинные ухоженные волосы (иногда — парики) и покупают одежду в женских отделах.